# 강양택
강양택(1968년 3월 5일~)은 대한민국의 농구선수 출신 지도자로, 현재 전주 KCC 이지스의 코치다.

## 출신 학교
- 전주고등학교
- 연세대학교

## 선수 시절
전주고등학교와 연세대학교에서 포워드로 활약으며 농구대잔치 시절 삼성전자에 입단하면서 포워드로 활약했고 KBL 프로농구 출범 이후 삼성 썬더스의 원년멤버로 활약했다. 80년대 농구대잔치 올스타전 덩크대회에 출전하기도 했다.

## 지도자 시절
은퇴 이후 UCLA 객원해설과 명지대학교 농구부 코치로 지도자 생활을 시작하였으며, 2003-2004 시즌 서울 SK 나이츠에서 이상윤 감독과 김태환 감독을 보좌한 코치로 활약했으며 2006-2007 시즌 중에는 김태환 감독의 경질로 인해 감독대행을 맡기도 했다. 2007-2008 시즌에는 삼성전자 시절 대선배였던 김진 감독이 대구 동양 오리온스에서 이적했음에도 불구하고 수석코치직을 맡게 되었다. 2009년에는 서울 SK 나이츠 수석코치에서 계약만료로 퇴임한 이후 허재 감독이 이끄는 대한민국농구대표팀 코치를 맡았다. 이후 김진 감독이 SK 나이츠 감독에서 자진사퇴한 이후 함께 LA 레이커스 연수를 다녀왔다. 그러던 중 2011-2012 시즌 개막을 앞두고 강을준 감독이 물러난 이후 김진 감독과 함께 창원 LG 세이커스의 수석코치를 맡게 되었다. 김진 감독님과 함께 2013-2014 시즌 창단 첫 정규리그 우승을 이끌었다. 2016-2017 시즌까지 김진 감독의 뒤를 보좌한 이후 같이 물러나게 된다. 그러던 중 2019-2020 시즌 개막을 앞두고 전창진 감독의 부름을 받고 전주 KCC 이지스의 수석코치를 맡고 있다.